# Ceratina popovi
Ceratina popovi là một loài Hymenoptera trong họ Apidae. Loài này được Wu mô tả khoa học năm 1963.